# スモルワールドロップ
「スモルワールドロップ」は、Annabelの楽曲。彼女の6枚目のシングルとして2013年4月24日にLantisから発売された。楽曲は自身が作詞、myuが作曲を手掛けた。

## 概要
前作「シグナルグラフ」から約9ヶ月ぶりのリリースとなるシングル。
本曲は、テレビアニメ『RDG レッドデータガール』のオープニングテーマに起用された。タイトルの「スモルワールドロップ」は、奈良県の栗谷中学校（小さな世界）から東京の鳳城学園（大きな世界）に進学した主人公の鈴原泉水子が輝いて見えることから付けた。泉水子の心の成長にAnnabel自身の気持ちをイメージにした爽やかで和のファンタジーをイメージした曲に仕上がっている。
制作する際はサナギが成虫になる様子をイメージしたという。そのためフランス語で孵化を意味するエクロールにしようとも考えたが、エクレアの語源とサナギが全く関係なかったことから、原作を読んで閃いた「スモルワールドロップ」をタイトルに採用した。1コーラス目は王道を意識して世界観重視で書いたが、作詞中に原作最終巻が発売されたため、2コーラス目をラブソングに書き直したという。また、レコーディングの演奏は全て生で行われているため、あたかもライブ気分を味わえる作りに仕上がっている。
シングルは、初回限定盤（LACM-34082）と通常盤（LACM-14082）の2種リリースで、初回限定盤には本曲のPVを収めたDVDが同梱されている。カップリング曲「指標」は、相楽深行が父である雪政を越えたいという想いにAnnabelの気持ちを重ねて書かれている。

## 収録曲
| 全作詞: Annabel、全作曲・編曲: myu。 |                                                                                    |         |            |      |
| #                                    | タイトル                                                                           | 作詞    | 作曲・編曲 | 時間 |
| 1.                                   | 「スモルワールドロップ」(テレビアニメ『RDG レッドデータガール』オープニングテーマ) | Annabel | myu        | 5:05 |
| 2.                                   | 「指標」                                                                           | Annabel | myu        | 4:54 |
| 3.                                   | 「スモルワールドロップ（Instrumental）」                                           | Annabel | myu        |      |
| 4.                                   | 「指標（Instrumental）」                                                           | Annabel | myu        |      |
| 合計時間:                            | 合計時間:                                                                          | 19:59   |            |      |

| #  | タイトル                             | 作詞 | 作曲・編曲 |
| -- | ------------------------------------ | ---- | ---------- |
| 1. | 「スモルワールドロップ」(Music Clip) |      |            |

## 参加ミュージシャン
スモルワールドロップ
- Drums：宮田繁男
- Guitar：遠山哲朗
- Bass：渡辺等
- Piano：紺野紗衣
- Strings：藤堂昌彦ストリングス

指標
- Guitar：遠山哲朗
- Bass：渡辺等
- Violin & Viola：真部裕